# Impacts sur la Lune
Pour des articles plus généraux, voir Impact cosmique et Lune.
Plusieurs impacts cosmiques ont été enregistrés sur la Lune : de 2005 à 2014, la NASA en a recensé plus de 300. Notamment, on peut citer :
- l'impact du 7 novembre 2005, observé par une équipe de la NASA (Rob Suggs et Bill Cooke (en)) alors qu'ils testaient un nouveau dispositif formé d'un télescope et d'une caméra vidéo destinée à surveiller la Lune pour de tels impacts[2]. Après étude des cartes du ciel, ils conclurent que l'impact provenait probablement de l'essaim des Taurides. De tels évènements avaient été observés par le passé, mais c'est sans doute le premier enregistrement qui en ait été fait[3];
- l'impact du 17 mars 2013, le plus important enregistré à la date où il s'est produit ;
- l'impact du 11 septembre 2013, trois fois plus important que le précédent et le plus important connu à ce jour ;
- l'impact du 17 juillet 2018 ;
- l'impact du 18 juillet 2018 ;
- l'impact du 21 janvier 2019, qui a eu la particularité de se produire durant une éclipse lunaire totale.
  - L'impact a lieu le 21 janvier 2019 au tout début de la phase de totalité de l'éclipse lunaire du 21 janvier 2019. Il a été repéré par le flash lumineux qu'il a engendré. L'impact a eu lieu précisément à 4 h 41 min 38 s UTC et a duré environ 0,3 seconde[4]. Son observation a été rapportée par plusieurs observateurs à travers le monde (notamment au Maroc et dans plusieurs États des États-Unis)[5],[6]. Les premières analyses indiquent que l'impacteur devait être un météoroïde sporadique de nature cométaire mesurant environ 30 centimètres de diamètre, pesant environ 10 kilogrammes et qui serait entré en collision avec la surface lunaire à une vitesse de 17 kilomètres par seconde (61 200 km/h)[4]. Le cratère généré par l'impact mesurerait entre 7 et 10 mètres de diamètre[4].

Plusieurs sondes spatiales d'exploration de la Lune se sont par ailleurs écrasées à la surface du satellite naturel de la Terre.